# Lyuba Vinogradova
Lyuba Vinogradova (Moscú, Unión Soviética; 1973) es una traductora, escritora e investigadora rusa, especialista en historia contemporánea rusa y soviética.

## Biografía
Lyuba Vinogradova nació en Moscú en 1973. Se graduó en la Universidad Estatal de Agricultura de Moscú con un doctorado en microbiología y, posteriormente, obtuvo una segunda licenciatura en idiomas extranjeros.
En 1995, conoció a Antony Beevor con el que trabajó en la investigación y traducción de documentos de los archivos rusos, para su libro Stalingrado (1998). Desde entonces, ha trabajado en muchas de las obras que ha publicado Beevor, así como para otros historiadores como Max Hastings y Simon Sebag Montefiore.
En 2005, publicó, junto con Antony Beevor, el libro Un escritor en guerra: Vasili Grossman en el Ejército Rojo, 1941-1945. Un libro escrito a partir de las notas, que el escritor y periodista soviético Vasili Grossman, tomó mientras estuvo integrado como corresponsal de guerra en el diario Krásnaya zvezdá (Estrella Roja), el periódico oficial del Ejército Rojo, durante la Segunda Guerra Mundial.
En 2009, publicó su primer libro en solitario: Las Brujas de la Noche; en defensa de la Madre Rusia, en el que escribió sobre las mujeres soviéticas que combatieron integradas en el 122.º Grupo de Aviación, una unidad especial de la Fuerza Aérea soviética, formada íntegramente por mujeres, al mando de Marina Raskova. En 2019, publicó su segundo libro: Ángeles vengadores: las francotiradoras soviéticas en la Segunda Guerra Mundial. Donde cuenta la historia de algunas de las más de 2000 mujeres soviéticas que combatieron como francotiradoras durante la Segunda Guerra Mundial. Ambos libros están basados en cartas, diarios y entrevistas personales de las supervivientes que la escritora recopiló a lo largo de una extensa investigación.

## Libros
- ——; Antony, Beevor (2009). Un escritor en guerra: Vasili Grossman en el Ejército Rojo, 1941-1945. Crítica. ISBN 978-84-9892-855-6. OCLC 922642811.
- —— (2016). Las Brujas de la noche; En defensa de la Madre Rusia. Barcelona: Pasado y Presente. ISBN 978-84-944272-9-9.
- —— (2017). Ángeles vengadores: las francotiradoras soviéticas en la Segunda Guerra Mundial. Barcelona: Pasado y Presente. ISBN 978-84-946193-9-7. OCLC 1050736860.